# 金子商店
有限会社金子商店（かねこしょうてん、英語：Kaneko Shoten Company, Limited.）は、福岡県糟屋郡須恵町に本店を置く、食品添加物及び副原料の卸売を主要事業とする専門商社である。いずれの企業の傘下に属さない独立系非上場企業。九州地方に地盤を置く有力企業の一社。
1983年3月創業、2004年4月設立。

## 概要
1983年（昭和58年）3月に個人営業を始める。2004年4月に法人化。2016年（平成28年）4月には3事業所体制となったが、現在は2事業所、5部課体制となっている。本店以外の福岡営業所管轄である3部課については、いずれも事業所の所在地等を公表していない理由は不明だが、物流提携先であるケイエスロジ福岡糟屋デポ内に福岡営業所を設置している可能性が極めて高い。

## 本店所在地
- 福岡県糟屋郡須恵町植木1721番地1[1]

### 倉庫
- 低温営業倉庫：九州製氷　箱崎ふ頭工場（福岡市東区）
- 常温営業倉庫：須恵配送センター倉庫　第一倉庫（福岡県糟屋郡）
- 常温営業倉庫：ケイエスロジ　福岡糟屋デポ　福岡営業所　（福岡県糟屋郡）

## 沿革
- 1983年3月 : 福岡県糟屋郡須恵町で金子進が個人営業にて金子商店を創業する。
- 2004年4月 : 個人営業を引き継ぎ、資本金300万円にて有限会社金子商店を設立し、拠点を福岡県糟屋郡須恵町に置く。
- 2015年12月 : 資本金を1,000万円に増資
- 2016年1月 : 金子 護が代表取締役に就任
- 2016年1月 : 本店を現在地に移転

## 取扱商品[5]
食品添加物、調味料、香辛料、食品全般、冷凍食品、情報

## 販売先[2]
総合商社、食品専門商社、貿易業、農産加工、水産加工、惣菜製造、畜産加工、カット野菜、製菓、青果卸、機能性食品製造、食品添加物製造、調味料製造、製薬会社、システム開発、味噌・醤油製造、佃煮製造、漬物製造、珍味製造、製パン業、中華食材製造、外食チェーンセントラルキッチン、医療食製造、水練製品製造、農産原料卸、製麺業、臨床試験、テレビ番組配給業

## ロゴマーク
2009年4月にコーポレートロゴマークを一新。赤色（※1）を基調としたロゴは「飛躍」「積極性」「温かさ」「ポジティブ精神」「斬新さ」「カネコを印象付ける」の6種の意味を含んでデザインされた。このマークをデザインした団体もしくはそのデザイナーについては公表されていない。